# La cattedrale di Chartres
La cattedrale di Chartres è un dipinto a olio su tela di Jean-Baptiste Camille Corot, realizzato nel 1830 e conservato al museo del Louvre di Parigi.

## Descrizione
Nel dipinto è raffigurata la facciata meridionale della Cattedrale di Chartres immersa in una calda luce pomeridiana che ne accentua la luminosità. La cattedrale, disegnata con linee chiare e precise, presenta due campanili affiancati, la cui verticalità è ripresa dai due alberi snelli sulla destra, secondo una composizione equilibrata e coerente che troviamo anche in altre opere di Corot. Nella scena ritratta vi è una serena armonia tra la natura e gli elementi artificiali: alla compatta massa muraria della chiesa, infatti, si contrappongono le due collinette erbose, ai piedi delle quali troviamo un cumulo di materiali edilizi. La Natura accoglie idillicamente anche l'uomo: sono diverse, infatti, le figure umane che popolano la scena, dal ragazzo accovacciato sulla pietra squadrata a sinistra al carrettiere sullo sfondo.
Dal punto di vista tecnico la composizione si articola su quattro piani, descritti rispettivamente dalla strada polverosa, dal cumulo di pietre da costruzione ammassate sulla collinetta, dalla cortina di case dispiegata lungo la strada e dalla facciata dell'antica cattedrale gotica, che domina la scena elevandosi in cielo. È importante notare come la scena sia priva di suggestioni pittoresche: tutto, infatti, appare casuale, e nemmeno la cattedrale di Chartres ha un ruolo preminenza sugli altri elementi del dipinto, con i quali si fonde armoniosamente.
Riportiamo di seguito un commento di Giulio Carlo Argan:
(Giulio Carlo Argan)